# 폴 로뱅

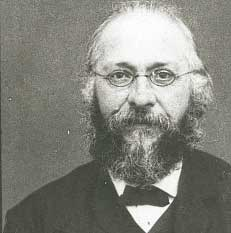
폴 로뱅

폴 로뱅(Paul Robin, 1837년 4월 3일 프랑스 툴롱 – 1912년 8월 31일 파리)은 프랑스의 아나키스트 교육학자로, 특히 상퓌 고아원에서 통합 교육을 발전시킨 것으로 알려져 있다. 그는 프랑스 신맬서스주의 운동의 가장 중요한 인물이었다.

## 생애
폴 로뱅은 툴롱에서 부르주아적이고 가톨릭적이며 애국적인 가정에서 태어났다.
파리의 고등사범학교 학생이었던 그는 수학과 물리학 학사 학위를 취득했으며, 다윈주의자이자 무신론자가 되었다. 그는 잠시 고등학교 교사(1861년 ~ 1865년)로 일했지만, 자신이 큰 관심을 가졌던 대중 교육 문제로 행정 당국과 갈등을 겪었다. 1865년, 그는 벨기에로 건너가 국제노동자협회 활동가들과 접촉하고, 벨기에 지부 창설을 도왔으며, 파업 지지 운동에 참여했다는 이유로 추방당했다. 그는 스위스, 그리고 프랑스(1870년 7월 투옥), 마지막으로 영국으로 은둔했다. 런던에서 그는 인터내셔널 활동가들과 교류했으며, 한동안 인터내셔널 총회 회원이었다. 그러나 곧 “권위주의적인” 마르크스와 결별하고 미하일 바쿠닌의 편에 서서 그의 아나키스트 사상을 공유했다. 자발적인 망명 기간 동안 그는 강의를 했다.
1879년, 그는 교육부 장관 쥘 페리의 초등 교육 국장이었던 페르디낭 뷔송에 의해 초등 교육 감독관으로 임명되어 프랑스로 돌아왔다. 로뱅은 이전에 페르디낭 뷔송의 교육학 사전 작업에 협력한 적이 있었다.
뷔송의 지속적인 지원 덕분에 로뱅은 1880년부터 1894년까지 상퓌(우아즈)에 있는 프레보 고아원의 원장을 맡았다. 센 강 총회에 속한 이 기관에서 그는 1869년부터 1870년까지 자신이 구상한 통합 교육 이론을 상당수의 아이들에게 적용했다. 불우 계층 아동에게 교육 접근 수단을 제공하기 위한 이 교육은 무신론과 국제주의 외에도 개인 전체를 조화롭게 발전시키려는 염려로 특징지어진다.
로뱅의 교육은 관찰, 아동의 예술적 방향 개발, 아동의 욕구 존중에 기반을 두었다. 남녀공학이 원칙이었으며, 아이들은 매년 여름 두 달 동안 바다로 데려가졌다. 신체, 수공, 지적 교육은 19가지의 다양한 워크숍으로 보완되었고, 이 워크숍들은 아이들에게 최소한 한 가지 직업에 대한 완전한 교육(빵집, 인쇄소, 사진, 석공 등)을 제공했다. 이 워크숍들은 또한 학교에 일정 정도의 재정적 자율성을 제공했다.
로뱅의 교육 방식은 당시로서는 너무 혁명적이었고, 자유 언론에 의해 그에게 가해진 매우 격렬한 언론 캠페인에 따라 1894년 8월 31일 상퓌에서 추방되는 결과를 낳았다. 오크타브 미르보는 그때 그의 변호를 맡아 카르투슈(부패한 공화당 정치인)와 로욜라(퇴보적인 가톨릭 교회) 사이의 자유 말살 공모를 비난했다.
1896년, 로뱅은 인간 재생 연맹을 창설했다. 그는 이 연맹의 수장으로 영국에서 발견한 신맬서스주의 원칙을 프랑스에 도입하고, 노동 계층 사이에서 피임 수단을 보급하기 위해 끊임없이 캠페인을 벌였다. 그는 "부모의 주의"를 가장 가난한 사람들, 특히 여성들의 해방 수단으로 보았다. 그는 또한 특정 우생학적 측면을 발전시켰는데, 이는 당시 의료계에서 널리 퍼져 있던 이론이었다. 그는 수많은 신맬서스주의 선전 소책자를 출판했다. 그는 한동안 외젠 위베르와 함께 일했지만, 결국 그와 결별했다.
폴 로뱅은 기력과 능력이 쇠퇴한다고 느끼자 1912년 스스로 목숨을 끊었다. 그는 죽는 순간까지 실증주의자였으며, 자신에게 독약이 미치는 영향의 진행을 연구했다.
그러나 상퓌에서의 로뱅의 유산은 사라지지 않았고, 그는 다른 두 명의 위대한 아나키스트 교육학자인 프란시스코 페레르와 세바스티앙 포르에게 엄청난 영향을 미쳤다.

## 참고 문헌
- Christiane Demeulenaere-Douyère
  - Paul Robin. Un militant de la liberté et du bonheur, Paris, Publisud, 1994.
  - Paul Robin et l’éducation intégrale : principes et expérimentation, exposé présenté aux Rencontres de Bieuzy, 1999, en hommage à 프란시스코 페레르.
  - Un précurseur de la mixité : Paul Robin et la coéducation des sexes, in Coéducation et mixité, CLIO, Histoire, Femmes et Sociétés, 2003, 18, p. 125-132 full text.
  - Buisson et l’Orphelinat Prévost de Cempuis, in Fondateur de la laïcité, militant de la paix, Actes du colloque commémorant le 70e anniversaire de la disparition de Ferdinand Buisson, Grandvilliers, Oise (September 2002), Amiens, CRDP, 2004, p.89-96.
  - Cempuis ou l’éducation libertaire aux champs (1880-1894), A. Baubérot et Fl. Bourillon (dir.), Urbaphobie. La détestation de la ville aux XIXe et XXe siècles, Conseil général du Val-de-Marne-CRHEC-Éditions Bière, 2009, p.183-194 full text 보관됨 2016-03-03 - 웨이백 머신.
  - Cempuis. Un idéal d’éducation libertaire, Barricade, n° 4, (February 2012), p. 32-34.
- Nathalie Brémand
  - Paul Robin et son expérience à l’orphelinat de Cempuis (1880-1894), in L’affaire Ferrer : les expériences libertaires en France en matière d'éducation au début du siècle,  Actes du colloque organisé à 카스트르 le (14 October 1989), sous la direction de Madeleine Rebérioux, Centre national et musée 장 조레스, Castres, 1991, p. 49-62.
  - Cempuis : une expérience d'éducation libertaire à l'époque de Jules Ferry, 1880-1894, Paris, Éditions du Monde libertaire, 1992, online extracts.
- Federico Ferretti, “The spatiality of geography teaching and cultures of alternative education: the ‘intuitive geographies’ of the anarchist school in Cempuis (1880-1894)”, Cultural Geographies, 2016, online.
- B. Lechevalier, Paul Robin, in Quinze pédagogues, Paris, Armand Colin, 1997.
- M. Dommanget, Paul Robin, in Les grands socialistes et l'éducation, Armand Colin (Coll. U).
- 잔느 위베르, Une grande figure, Paul Robin, 1837-1912, La Ruche ouvrière, 1967.
- G. Giroud, Paul Robin, sa vie, ses idées, son action, Paris, 1937.
- Paul Robin, Manifiesto a los partidarios de la educacion integral: (un antecedente de la escuela moderna), J.J. de Olaneta, 1981.
- 레오 캉피옹, 르 드라포 누아르, 에케르 에 르 콩파 : 레 마이용 자유지상주의 드 라 셰네 드 위니옹, 에디시옹 알테르나티브 리베르테르, 1996, read online, pdf.
- 아리스티드 델라누아, 빅토르 메리크, Paul Robin, 레 옴므 뒤 주르, n°102, (January 1, 1910), texte intégral.
- Martine BRUNET-GIRY, Ferdinand Buisson et les socialistes libertaires, Nouvelle Imprimerie Laballery, Clamecy, 2014, 285 p.